# Рено 7
Рено 7 (фр. Renault 7) је аутомобил који је производила француска фабрика аутомобила Рено у својој поружници у Шпанији од 1974. до 1984. године.
Била је то верзија Реноа 5 са четворо врата, седан, са потпуно истом механиком и сличном гамом мотора.